# Соколовський Олег Леонідович
Соколовський Олег Леонідович(*28 січня 1983, м. Житомир) — доктор філософських наук з 2019, професор, професор кафедри філософії та політології Житомирського державного університету імені Івана Франка. Голова Житомирського відділення Української Асоціації релігієзнавців. Представник Поліської філософської школи «Філософія та феноменологія релігії», очолюваної професором П. Ю. Саухом. Гарант освітньо-наукової програми третього (освітньо-наукового) рівня вищої освіти галузі знань 03 Гуманітарні науки за спеціальністю 031 Релігієзнавство в Житомирському державному університеті імені Івана Франка.

## Наукова діяльність
У 2008 р. поступив до аспірантури при кафедрі філософії Житомирського державного університету імені Івана Франка. У 2011 р. захистив кандидатську дисертацію за темою «Антитринітаризм і социніанство в Україні: еволюція віровчення» (наук. керівник — проф. Саух П. Ю.) за спеціальністю 09.00.11 — релігієзнавство. 2017-2019 рр. - навчання в докторантурі при кафедрі філософії Житомирського державного університету імені Івана Франка. У 2019 р. захистив докторську дисертацію за темою «Ґенеза христологічної доктрини у християнській теології» (наук. консультант — проф., академік Саух П. Ю.) за спеціальністю 09.00.11 — релігієзнавство
. Член редколегії наукових періодичних журналів категорії «Б» «Вісник Житомирського державного університету. Філософські науки» та «Українська полоністика». Автор понад 100 наукових праць.

## Основні праці

### Окремі видання
Соколовський О. Л. Христологія: еволюція доктрини: монографія / О. Л. Соколовський. – Житомир: Вид-во Євенок О. О., 2018. – 472 с.

### Статті
- Христологічні концепції у вченнях лютеранської та цвінгліанської течіях.
- Значення IV Вселенського собору в трансформації вчення про Ісуса Христа в християнській теології.
- Основоположні засади нисхідної христології у сучасній католицькій теології.
- Христологія в контексті синоптичних Євангелій